# Oliver Green
Percy Oliver Valentine Green AFC (* 16. Juni 1920 in Purley, Surrey; † 15. Juni 2018 in Traralgon, Australien) war ein britischer Luftwaffenoffizier der Royal Air Force, der zuletzt im Range eines Air Commodore zwischen 1971 und 1973 Kommandant AOC (Air Officer Commanding) der Air Cadets sowie Kommandant des Air Training Corps (ATC) war. Während des Zweiten Weltkrieges gewann er mehrere Luftkämpfe gegen Flugzeuge der deutschen Luftwaffe und wurde später unter anderem mit dem Air Force Cross (AFC) ausgezeichnet.

## Leben

### Pilotenausbildung und Zweiter Weltkrieg
Green begann nach dem Besuch der Whitgift School in Croydon im Juni 1938 eine fliegerische Grundausbildung an der No. 13 Elementary and Reserve Flying Training School RAF und wurde im Anschluss am 20. August 1938 als Zeitsoldat (Short Service Commission) im Dienstgrad eines Leutnants (Pilot Officer) in die RAF aufgenommen. Er absolvierte eine Pilotenausbildung an der No. 11 Flying Training School RAF auf dem Militärflugplatz RAF Shawbury und wurde nach deren Abschluss im März 1939 Pilot in der mit Gloster Gladiator-Doppeldecker-Jagdflugzeugen ausgestatteten No. 3 Squadron RAF auf dem Luftwaffenstützpunkt RAF Kenley. Nachdem es kurz darauf zur Schließung des Flugplatzes wegen Ausbauarbeiten gekommen war, wurde er als Pilot zu der mit Supermarine Spitfire-Jagdflugzeugen ausgerüsteten No. 54 Squadron RAF auf der Luftstreitkräftebasis RAF Hornchurch versetzt.

#### Luftkampfeinsätze im Sudan
Kurze Zeit später erfolgte am 16. Mai 1939 die Versetzung Greens zur No. 112 Squadron RAF als diese an Bord des Flugzeugträgers HMS Argus im Hafen von Portsmouth zur Ausschiffung nach Ägypten zusammengestellt wurde. Nach der Ankunft in Ägypten am 25. Mai 1939 wurde er Pilot des B-Schwarms dieser Staffel und mit dieser Einheit am 2. Juni 1940 in den Sudan verlegt. Am 31. Juli 1940 flogen Flying Officer R. B. „Dicky“ Whittington, Pilot Officer Hugh Chapman und er eine offensive Patrouille nach Tesseney auf der Suche nach drei neu eingetroffenen italienischen Fiat CR.42-Jagdflugzeugen, die nicht gefunden werden konnten. Dennoch beschoss die britische Patrouille die Landebahn und landete anschließend zur Nachbetankung auf dem Flugfeld Kashm El Gerba, von wo aus sie zurück zu ihrem Stützpunkt nach Gedaref flog. Am 1. August 1940 flogen Flying Officer Whittington, Pilot Officer Chapman und er zu einem neuen Patrouillenflug, nachdem ein einzelnes italienisches Caproni Ca.133-Aufklärungsflugzeug im Luftraum des britischen Stützpunktes gesichtet wurde. Er stieg als erstes auf und konnte das feindliche Flugzeug unmittelbar darauf etwa 150 Meter über ihm ausmachen, als er sich in einer Höhe von gerade 450 Metern befand. Er verfolgte es knapp 80 Kilometer, ehe es ihm gelang, die feindliche Maschine in zwölf Angriffen und 400 Treffern abzuschießen, wobei die drei Besatzungsmitglieder deren Bruchlandung überlebten. Die Suche nach den italienischen Soldaten durch ein Vickers Type 264 Valentia-Frachtflugzeug blieb jedoch erfolglos. Erst am 5. August 1940 konnte der schwerverwundete Funker des italienischen Flugzeuges durch einen Leichten Bomber vom Typ Vickers Vincent gesichtet werden, ehe später zwei italienische Offiziere und ein Soldat gefangen genommen und mit dem Zug nach Khartum gebracht wurden. Dabei konnte festgestellt werden, dass der Pilot des abgeschossenen Flugzeuges der Kommandeur seiner Einheit war.
Am 31. August 1940 wurde Green von der No. 112 Squadron RAF Pilot beim neu gegründeten K-Schwarm im Sudan und am 3. September 1940 zum Oberleutnant (Flying Officer) befördert. Am frühen Nachmittag des 21. November 1940 griffen zwei italienische Savoia-Marchetti SM.79 „Sparviero“-Bomber Port Sudan an. Der Leichte Kreuzer Carlisle erwiderte das Feuer, während Green und Pilot Officer G. B. Smither mit zwei Gloster Gladiator-Jagdflugzeugen die beiden Bomber in einer Höhe von rund 4.900 Metern die beiden italienischen Bomber angriffen und trafen. Allerdings wurde auch Greens Flugzeug getroffen und fing Feuer. Einer der italienischen Bomber war schwer getroffen und kehrte mit drei Verwundeten zurück. Der andere Bomber war nach Auswertung italienischer Funksprüche in Karet bei Elghena notgelandet. Die zu dessen Zerstörung von der No. 14 Squadron RAF ausgesandten Bristol Blenheim-Bomber konnten diesen jedoch nicht orten, da dieser es tatsächlich bis zu seiner Heimatbasis geschafft hatte.
Am 9. Dezember 1940 flog eine aus sieben Gloster Gladiator-Jagdflugzeugen und einem Vickers Wellesley-Bomber Gruppe des K-Schwarms von Port Said nach Heliopolis, um die No. 112 Squadron RAF für die bevorstehende Operation Compass zu verstärken. Green und Flying Officer Whittington trafen am 12. Dezember 1940 auf dem Sidi Haneish Airfield ein, während Flight Lieutenant John Scoular und Sergeant E. N. Woodward am 16. Dezember 1940 landeten. Zugleich stieß am 16. Dezember 1940 Flying Officer Jack Hamlyn zu dieser Verstärkungseinheit. Der K-Schwarm bildete die Basis der No. 205 Squadron RAF.

#### Einsatz in Nordafrika
Allerdings wurde Green am 8. Mai 1941 zum Hauptmann (Flight Lieutenant (WS)) befördert und als Fliegerischer Kommandeur zur No. 73 Squadron RAF nach Nordafrika versetzt, die zu dieser Zeit mit Hawker Hurricane-Jagdflugzeugen ausgerüstet war. Am 9. Juni 1941 führte er eine Gruppe von vier Hawker Hurricane-Flugzeugen zu einem Angriff auf den Süden von Gazala, während eine andere Gruppe den Norden des Ortes angriff. Die Operation war allerdings überstürzt geplant und durchgeführt. Die zur Navigation vorgesehenen Martin Maryland-Bomber konnten in den dunklen Wolken über Sid Haneish nicht gefunden werden, worauf Green seiner Gruppe einen Alleinangriff auf sein Ziel befahl. Ihnen gelang der Flug von rund 320 Kilometern in der Dunkelheit, wobei nur eines seiner Flugzeuge vorzeitig umkehren musste. Bei der Ankunft über dem Rollfeld des Ortes bei Tagesanbruch gelang ihnen der Beschuss der dort stationierten Messerschmitt Bf 109-Jagdflugzeuge der deutschen Luftwaffe und Fiat G.50-Jagdflugzeuge der italienischen Aeronautica Militare. Green konnte sechs Brände am Boden ausmachen. Anschließend wurde seine Gruppe von weiteren Messerschmitt Bf 109-Flugzeugen verfolgt, wobei ihm der Abschuss einer Maschine über dem Mittelmeer gelang, nachdem diese das Flugzeug von Sergeant Bob Laing angegriffen hatte. Einige Zeit später kam er als einziger seiner dreiköpfigen Gruppe in Sidi Barrani an. Sergeant Laing und Pilot Officer Greville Tovey waren durch das zum Jagdgeschwader 27 gehörende Messerschmitt Bf 109-Flugzeug von Oberleutnant Wolfgang Redlich und Unteroffizier Günter Steinhausen abgeschossen worden.
Am 15. Juni 1941 kam es zu weiteren Luftgefechten mit deutschen Einheiten, nachdem Green und Pilot Officer „Robin“ Johnston einen Messerschmitt Bf 110-Zerstören bei einem Aufklärungsflug über Sallum entdeckten. Beide Piloten eröffneten das Feuer auf die deutsche Maschine, das hinter den deutschen Linien abstürzte. Allerdings wurde auch Greens Flugzeug beschädigt. Am Morgen des 7. Juli 1941 flogen sechs Hawker Hurricane-Flugzeuge der No. 73 Squadron RAF unter dem Kommando von Flight Lieutenant Aidan Crawley zu einem Angriff auf mehrere feindliche Militärflugplätze. Als erstes kam es zum Angriff auf Sidi Aziez. Beim Verlassen dieses Zielortes stellte Flying Officer M. P. Wareham fest, dass nur noch drei weitere Flugzeuge der britischen Angriffsgruppe ihn begleiteten, andererseits aber zahlreiche Rauchsäulen über dieser Luftwaffenbasis der Achsenmächte aufstiegen. Die vier verbliebenen Hawker Hurricane-Flugzeuge griffen daraufhin Gambut an, sahen sich aber heftigen Flugabwehr ausgesetzt. Wareham konnte feststellen, dass eine der Flugzeuge seines Verbandes rund 25 Kilometer östlich von Gambut abstürzte, während er selbst nach einem Flugabwehrkanonentreffer landen musste. Die anderen britischen Jagdflugzeuge der Piloten Flight Lieutenant Crawley, Pilot Officer Stephen John Leach, Pilot Officer Rodney William Kinkross White und Sergeant Gordon Archibald Jupp sowie von Flight Lieutenant Green kehrten nicht zu ihrem Stützpunkt zurück.

#### Kriegsgefangenschaft
Nach sieben Tagen wurde Green von deutschen Soldaten in der Wüste gefangen genommen und zunächst in Darna, Athen sowie Thessaloniki interniert, ehe er im August 1941 im Dulag Luft in Oberstedten im Hohen Taunus ankam. Dort gelang ihm zunächst die Flucht aus dem Lazarett, wobei er bereits nach einer Woche wieder festgenommen wurde. Nachdem er anschließend fast ein Jahr lang im Offizierslager Oflag VI B in Warburg verbracht hatte, wurde er ins Oflag XXI B nach Schubin verbracht, ehe er im März 1943 ins Stalag Luft III bei Sagan verlegt wurde. Im Januar 1945 wurde das Lager wegen der heranrückenden sowjetischen Roten Armee evakuiert. Nach dem sogenannten „langen Marsch“ erreichte er schließlich mit den anderen Kriegsgefangenen das Stammlager III A Luckenwalde, das im April 1945 von einer sowjetischen Panzerdivision eingenommen wurde. Im Mai 1945 gelang ihm schließlich die Flucht aus dem von der Roten Armee bewachten Lager und kurz danach das Erreichen von Truppen der US Army bei Magdeburg. Er flog anschließend mit anderen Kriegsgefangenen über Brüssel nach England, das er am 9. Mai 1945 erreichte.

### Stabsoffizier in der Nachkriegszeit
Im Anschluss wurde Green zum Major (Squadron Leader) befördert, wobei die Beförderung auf August 1944 zurückdatiert wurde. Im Oktober 1945 wurde er zur weiteren Ausbildung zum Lufttransportkommando (RAF Transport Command) versetzt. Am 15. April 1947 wurde er als Berufssoldat (Permanent Commission) in die RAF übernommen, wobei ihm mit Wirkung vom 1. September 1945 sowie später mit Wirkung vom 1. Dezember 1942 der Dienstgrad als Hauptmann (Flight Lieutenant) verliehen wurde. Anschließend wurde er im Juni 1947 zu dem mit Douglas Dakota-Transportflugzeugen ausgerüsteten No. 187 Squadron RAF. Im Juli 1947 war er Kommandeur eines Schwarms dieser Staffel in Italien, von wo aus er Transportflüge zu den britischen Militärmissionen in den von der Roten Armee besetzten Teilen Osteuropas unternahm. Der Schwarm wurde im Oktober 1947 als No. 238 Squadron RAF zu einer eigenständigen Staffel und nach Schwechat in Niederösterreich verlegt, ehe die Einheit im November 1947 nach Großbritannien zurückkehrte. Er war zwischen November 1947 und Oktober 1948 Offizier im Hauptquartier der No. 38 Group RAF und wurde während dieser Zeit mit dem Air Force Cross (AFC) ausgezeichnet. Danach wurde er Fliegerischer Kommandeur und Leitender Testpilot auf dem Luftwaffenstützpunkt RAF Seletar.
Im Dezember 1948 wurde Green Kommandeur (Commanding Officer) der mit Douglas Dakota-Transportflugzeugen ausgestatteten No. 110. Squadron RAF auf der Luftstreitkräftebasis RAG Changi, die im Juni 1949 ebenfalls auf dem Stützpunkt RAF Seletar verlegt wurde. Daraufhin übernahm er im Juli 1949 den Posten des Kommandeurs der No. 70 Squadron RAF auf dem Militärflugplatz RAF Kabrit in Ägypten, die im Juni 1950 mit neuen Vickers Valetta-Transportflugzeugen ausgerüstet wurde. Im Mai 1951 kehrte er nach Großbritannien zurück und wurde Offizier für Flugsicherheit im Hauptquartier des Luftwaffenküstenkommandos (RAF Coastal Command).
Nach seiner Beförderung zum Oberstleutnant (Wing Commander) im Januar 1954 wurde Green Verbindungsoffizier der RAF im Stab des Oberkommandierenden des Alliierten Kommandobereich Ärmelkanal der NATO ACCHAN (Allied Command Channel). Danach übernahm er im August 1956 den Posten des Kommandeurs des Luftwaffenstützpunktes RAF Negombo auf Ceylon und absolvierte danach ab Mai 1959 eine zusätzliche Ausbildung für Strahlflugzeugführer am RAF Flying College auf dem Militärflugplatz RAF Manby, wo er auf strahlgetriebenen Jagdflugzeugen der Typen Gloster Meteor und Hawker Hunter sowie auf dem strahlgetriebenen Bomber English Electric Canberra ausgebildet wurde.
Im Januar 1960 erfolgte Greens Beförderung zum Oberst (Group Captain) und Ernennung zum Kommandeur des Luftwaffenstützpunktes RAF Chivenor, auf dem sich zu dieser Zeit die für die Ausbildung auf Hawker Hunter-Jagdflugzeugen zuständige No. 228 Operational Conversion Unit RAF befand. Im September 1962 übernahm er die Funktion als Leitender Offizier der RAF in South Australia, wo er sich auf RAAF Edinburgh Field, einem Stützpunkt der Royal Australian Air Force, mit Waffenforschung und -Entwicklung beschäftigte. Nach seiner Rückkehr nach Großbritannien besuchte er ab Januar 1965 einen Lehrgang am Imperial Defence College in London.

### Aufstieg zum Air Commodore und Ruhestand
Im Februar 1966 erfolgte die Beförderung Greens zum Air Commodore. Als solcher übernahm er am 7. März 1966 als Nachfolger von Air Commodore Derek Hodgkinson die Funktion als Kommandant des RAF Staff College, Andover auf dem Luftwaffenstützpunkt Andover. In dieser Verwendung befand er sich bis zu seiner Ablösung durch Air Commodore John Jackson am 10. Oktober 1968. Er selbst hatte bereits im August 1968 seine neue Stellung als britischer Militärischer Vertreter im Obersten Hauptquartier der Alliierten Streitkräfte in Europa SHAPE (Supreme Headquarters Allied Powers Europe) angetreten.
Green selbst fungierte zuletzt als Nachfolger von Air Commodore John Nicol Stacey vom 17. Juli 1971 bis zu seiner Ablösung durch Group Captain Thomas Blackman am 13. Oktober 1973 als Kommandant AOC (Air Officer Commanding) der Air Cadets sowie als Kommandant des Air Training Corps(ATC), einer vom Verteidigungsministerium und der RAF unterstützten Jugendorganisation zur Ausbildung von Nachwuchskräften für die Luftstreitkräfte. Im November 1973 schied er auf eigenen Wunsch vorzeitig aus dem aktiven militärischen Dienst.
Nach seinem Eintritt in den Ruhestand wurde Green durch John Russell, 13. Duke of Bedford zum Geschäftsführenden Direktor des Woburn Golf and Country Club ernannt und verblieb dort bis Januar 1985. Danach gründete er mit anderen Personen das Freizeitsportunternehmen Green, Spier and Partners, ehe er im Januar 1987 nach Australien verzog.

## Veröffentlichung
- Mezze; Little bites of flying, living and golfing, Autobiografie, Ryan Publishing, 1999